# Hobo's Lullaby
Hobo's Lullaby è un brano musicale di Woody Guthrie scritto da Goebel Reeves nel 1961. La sua musica è quasi identica al brano Just before the battle, mother, scritta dal compositore George F. Root risalente alla guerra civile, inoltre ricorda molto Thinking Tonight Of My Blue Eyes della Famiglia Carter
La canzone viene eseguita anche da altri artisti come Arlo Guthrie, Utah Phillips, Pete Seeger, Emmylou Harris, The Kingston Trio, Ramblin' Jack Elliott e Anaïs Mitchell.